# Мартін Йонсруд Сунбю
Мартін Йонсруд Сундбі (норв. Martin Johnsrud Sundby, 26 вересня 1984) — норвезький лижник, олімпійський чемпіон, призер Олімпійських ігор, чотириразовий чемпіон світу, призер чемпіонатів світу.
Мартін бере участь у змаганнях із лижних перегонів на міжнародному рівні з 2003 року. Свою першу перемогу в заліку кубка світу здобув у грудні 2008 в Куусамо. На Олімпіаді у Ванкувері він, разом із товаришами із збірної Норвегії, виборов срібну олімпійську медаль у естафеті. Чемпіоном світі він став також у складі естафетної команди на чемпіонаті світу 2011, що проходив у Холменколлені.